# Битва при Буна-Гона
Битва при Буна-Гона — ожесточённые бои, шедшие 29 ноября 1942 — 22 января 1943 года за деревни Буна, Гона и Сананда на восточном побережье острова Новая Гвинея во время Второй мировой войны.

## Предыстория
Между деревней Буна и мысом Эндайадер существовал небольшой аэродром, с которого истребители могли действовать до Порт-Морсби, залива Милн, Саламауа и Рабаула, поэтому японцы решили защищать эти места до последнего. Американцев же интересовала находящаяся на расстоянии 6 миль от берега Дободурская равнина — ключ ко всему стратегическому региону. Для прочного контроля над ней требовалось ликвидировать японский аэродром, находящийся в непосредственной близости.
Буна не имеет гавани, и морские подступы к ней затруднены рифами, которые тянутся на 26 миль в море. Со стороны суши к ней можно было подойти только по четырём туземным тропам, проходящим через топи и перерезанным речками. Японцы установили заграждения в тех местах, где эти четыре тропы выходили на кокосовые плантации возле Буны; всего на тамошней крошечной позиции было около 1800 человек строевых войск и 400 рабочих.
26 сентября австралийцы переломили ход событий на Кокодском тракте, вынудив японцев начать отступление к Буне. Командующий войсками союзников в юго-западной части Тихого океана генерал Макартур выслал через хребет Оуэн-Стэнли по дороге Капа-Капа батальон 126-го пехотного полка 32-й пехотной дивизии армии США, который должен был обойти японцев с фланга. Ещё два батальона к 18 октября были доставлены на небольшой участок у Ванигела на северном побережье Папуа, но оказалось, что для того, чтобы наступать оттуда на Буну, нужно проложить дорогу через джунгли, на что ушли бы месяцы даже при наличии бульдозеров. Тогда была набрана тысяча туземцев, которые на деревянных судёнышках перебросили американцев на берег у Понгани в заливе Дайк-Акленд в 25 милях у югу от Буны, где сразу началось строительство аэродрома.
20 ноября состоялась на Дободурской равнине состоялась встреча американских войск, высадившихся на побережье, и австралийских войск, преследовавших японцев по суше. Сразу же началось строительство посадочной площадки, которая развернулась в большой Дободурский аэродром.
Авиация генерала Кенни с 1 октября вывела из строя посадочную площадку в Буне, но ослабление нажима со стороны союзников позволило бы японцам отремонтировать её и перебросить новые самолёты, поэтому требовалась сухопутная операция.

## Ход событий
29 ноября два американских пехотных батальона из Понгани подобрались к оборонительным сооружениям на восточном конце японского оборонительного рубежа. Японский огонь остановил их в 400 м от ложного аэродрома. День спустя третий американский батальон нащупал японцев северо-западнее аэродрома. В результате образовалось две линии фронта, на правом и левом флангах, разрезанных по центру непроходимыми болотами.
Макартур, развернувший свой штаб в Порт-Морсби, приказал генерал-лейтенанту Роберту Эйчелбергеру «взять Буну или не возвращаться живым». Началась переброска свежих американских войск, что энергично приветствовал австралийский генерал-майор Вэсей, уставшие войска которого, гнавшие японцев от Кокоды, отвечали за район западнее реки Гируа. ВВС активно действовали против конвоев противника, бомбили и обстреливали осаждённых японцев, а самое главное — доставляли через горы войска и продовольствие.
Летом и осенью 1942 года три небольших австралийских гидрографических судна сделали гидрографические съёмки района между восточной частью Новой Гвинеи и островами Д’Антркасто, проложили там и отметили буями извилистый фарватер. Теперь эсминцы и большие транспорты могли подходить днём к мысу Нельсон, но за ним было слишком много рифов, поэтому был организован «флот-лилипут», состоявший из небольших каботажных судов, укомплектованных австралийскими и туземными командами, которые использовались для переправы грузов дальше, до залива Оро, откуда армейские инженерные войска строили прибрежную дорогу до мыса Судест. За время кампании «флот-лилипут» перевёз приблизительно половину всего продовольствия.
С середины декабря 1942 года в заливе Милн стал базироваться отряд американских торпедных катеров, однако их радиус действия настолько мал, что залив Милн мог служить только тыловой базой. Командир отряда нашёл идеальное место для передовой базы в Туфи на мысе Нельсон, откуда катера стали перехватывать японские деревянные баржи, на которых по ночам доставлялось снабжение осаждённому гарнизону.
9 декабря австралийцы захватили Гону. В течение всего декабря велись ожесточённые бои за Буну с тяжёлыми потерями для обеих сторон; подавляющее большинство людей выбывало из строя из-за тропических болезней. 25 декабря генерал Имамура приказал гарнизону Буны эвакуироваться, но у них не было средств для этого. 2 января 1943 года войска генерала Эйчелбергера вступили в Буну. 18 января австралийцами была взята Сананда, а 22 января организованное сопротивление прекратилось.

## Итоги и последствия
Из 13.645 человек американских войск вышло из строя 2959 человек, кроме того 7920 человек было «эвакуировано по болезни». Австралийские бригады потеряли 6698 человек. Однако эти жертвы не были напрасными: после потери района Буна-Гона японцы на Новой Гвинее и прилегающих островах перешли к обороне.